# فيليس أورلاندي
فيليس أورلاندي (بالإنجليزية: Felice Orlandi)‏ مواليد 18 سبتمبر 1925 في أفيتسانو - الوفاة 21 مايو 2003 في بربانك، الولايات المتحدة، هو ممثل أمريكي.

## الأعمال
- قبلة القاتل
- هم يقتلون الخيول، أليس كذلك ؟
- 48 ساعة أخرى

## روابط خارجية
- فيليس أورلاندي على موقع IMDb (الإنجليزية)
- فيليس أورلاندي على موقع ألو سيني (الفرنسية)
- فيليس أورلاندي على موقع أول موفي (الإنجليزية)
- فيليس أورلاندي على موقع قاعدة بيانات برودواي على الإنترنت (الإنجليزية)
- فيليس أورلاندي على موقع قاعدة بيانات الأفلام السويدية (السويدية)
- فيليس أورلاندي على موقع إن إن دي بي (الإنجليزية)
- فيليس أورلاندي على موقع قاعدة بيانات الفيلم (الإنجليزية)
- فيليس أورلاندي على موقع كينوبويسك (الروسية)